# Juri Kovsjov
Juri Kovsjov (ryska: Юрий Александрович Ковшов), född den 5 september 1951 i Serhetabat i Turkmenistan, är en sovjetisk ryttare.
Han tog OS-silver i den individuella dressyren i samband med de olympiska ridsporttävlingarna 1980 i Moskva.